# Arad
För andra betydelser, se Arad (olika betydelser).
Arad är en stad (municipiu) vid floden Mureș i landskapet Crișana i västra Rumänien. Staden utgör residensstad i länet Arad och folkmängden uppgår till cirka 160 000 invånare. Arad tillhörde Ungern fram till 1920.